# Cochrane Lake
Der Cochrane Lake ist ein See im Südosten des australischen Bundesstaates New South Wales. 
Der See liegt am Bemboka River, 12 km nordwestlich der Kleinstadt Bemboka, nördlich des Snowy Mountains Highway. Er befindet sich an den Osthängen der Great Dividing Range im Nordteil South-East-Forest-Nationalparks.